# 関風ファイティング
『関風ファイティング』（かんふうファイティング）は、関ジャニ∞の楽曲。2006年12月13日にテイチクレコードから5枚目のシングルとして発売された。

## 概要
- 前作『∞SAKAおばちゃんROCK/大阪ロマネスク』から約9ヶ月振りのリリース。
- CDは初回限定盤7種類、通常盤の全8種類2形態での発売。
- 表題曲「関風ファイティング」は、明るくやんちゃなポップス歌謡となっている[9]。
  - 同曲は、エムティーアイ『music.jp』とKADOKAWA『dwango』と東京ニュース通信社『週刊TVガイド』のCMソングとして起用された[9]。
  - タイトルの「関風」とは、「関西風」ではなく「関ジャニ∞風」のこと。関西圏だけにとどまらず、自分たちらしく日本全国へ羽ばたいていこうという意味を込めた[10]。
  - 中国武術の一種であるカンフーのことでもあり、カール・ダグラスの大ヒット曲「カンフー・ファイティング（吼えろ!ドラゴン）」（1974年）のパロディとなっている。
  - 失恋ソングだが歌詞はポジティブな内容で、台詞の一部はコンサート中のMCのネタを元にメンバーが考えた[10]。
  - 2006年11月17日放送の『ミュージックステーション』（テレビ朝日系）において同曲を披露した際、メンバーは封入特典のミサンガを着用して出演した。
- カップリングの「未来の向こうへ」は、関西テレビスペシャルドラマ『関ジャニ∞青春ドラマシリーズ』「蹴鞠師」のエンディングテーマである[11]。
  - 通常盤のみ収録[12]。
- その他、全形態共通のカップリングとして「プロ∞ペラ」、通常盤のみのカップリングとして「サムライブルース」を収録[12]。
- 初回限定盤には、メンバー7人のイメージカラーで製作されたミサンガが特典として付属[12]。これは購入時に色が指定出来たため、7種類での発売となった。
- 2024年1月1日、デビュー20周年を記念し、過去にリリースされた全楽曲が各種音楽ダウンロードサービス、サブスクリプションサービスで配信されることに伴い、表題曲「関風ファイティング」がベストアルバム『8EST』の収録曲、同年1月24日には同曲がアルバム『KJ2 ズッコケ大脱走』の収録曲として配信開始され、同年1月31日には本作の全収録曲の配信も開始された[13][14][15]。

### 各形態概要
| 曲名             | 形態 | 形態 |
| 曲名             | 初回 | 通常 |
| ---------------- | ---- | ---- |
| プロ∞ペラ        | ○    | ○    |
| サムライブルース | ×    | ○    |
| 未来の向こうへ   | ×    | ○    |

| 特典内容           | 形態       |
| ------------------ | ---------- |
| 特殊ジャケット仕様 | 初回限定盤 |
| ミサンガ（7種類）  | 初回限定盤 |

## 販売形態
- 発売日：2006年12月13日
  - 初回限定盤（TECH-681～7：CD）
    - ミサンガ（7種類）封入
    - 特殊ジャケット仕様

  - 通常盤（TECH-78：CD）
- 発売日：2015年7月1日
  - 通常盤：再発売（JACA-5524：CD）
    - 自身の所属レコード会社を『テイチクエンタテインメント』から『INFINITY RECORDS』へ移籍したため、INFINITY RECORDSより再発売。
- 発売日：2019年7月12日
  - 通常盤：十五催ハッピープライス盤（JSNC-1505：CD）
    - 自身の配信アプリ『関ジャニ∞アプリ』対応のため、15%オフでの再発売。
- 発売日：2024年1月31日
  - 配信作品
    - デビュー20周年を記念した音楽ダウンロードサービスおよびサブスクリプションサービスでの配信[13][14][15]。

## チャート成績
- オリコンチャート
  - 初週264,183枚を売り上げ、2006年6月19日付の「オリコン週間 CDシングルランキング」で週間1位を獲得した[1][2]。
    - 自身が週間1位を獲得するのは、デビューシングル『浪花いろは節』以来約4作振りである。
      - 『浪花いろは節』は登場5週目での1位獲得だった為、初週1位獲得は自身初である。

    - 本作で演歌シングルの初動売上最高記録を更新した[1]。
    - 演歌シングルが初動売上で20万枚を突破するのは本作が初である[1]。

  - 2006年12月度「オリコン月間 CDシングルランキング」で月間3位を獲得した[3]。
  - 累計339,734枚を売り上げ、2007年度「オリコン上半期 CDシングルランキング」で上半期5位を獲得した[4]。
  - 累計341,007枚を売り上げ、2007年度「オリコン年間 CDシングルランキング」で年間9位を獲得した[5]。
- その他
  - 初回出荷枚数は45万枚で、テイチクの演歌曲の初回出荷枚数としては、三波春夫の『東京五輪音頭』（1964年）と『世界の国からこんにちは』（1967年）の初回出荷40万枚を上回る新記録である[1]。
  - 関西地区で放送されているラジオ番組『ABCミュージックパラダイス』（ABCラジオ）のリクエストランキングで、2006年12月23日から2007年1月17日までの間、22曜日連続で1位となり、これまで1997年にKinKi Kids「硝子の少年」が記録していた20曜日連続1位を抜いた。

## 収録曲

### 通常盤・配信
1. 関風ファイティング - [4:19]
作詞：MASA
作曲・編曲：馬飼野康二
  - エムティーアイ『music.jp』CMソング[9]
  - KADOKAWA『dwango』CMソング[9]
  - 東京ニュース通信社『週刊TVガイド』CMソング[9]
2. プロ∞ペラ - [4:56]
作詞：久保田洋司
作曲：馬飼野康二
編曲：ha-j
3. サムライブルース - [4:15]
作詞：MASA
作曲：馬飼野康二
編曲：石塚知生
4. 未来の向こうへ - [4:24]
作詞：浅田信一
作曲：陶山隼
編曲：石塚知生
  - 関西テレビスペシャルドラマ『蹴鞠師』エンディングテーマ[11]

### 初回限定盤
1. 関風ファイティング
2. プロ∞ペラ
3. 関風ファイティング (オリジナル・カラオケ)

## 収録作品

### アルバム
関風ファイティング
- 2ndアルバム『KJ2 ズッコケ大脱走』
- 1stベストアルバム『8EST』

### 映像作品

#### ライブ映像
関風ファイティング
- NEWS 2ndライブDVD『Never Ending Wonderful Story』

※錦戸を含めたNEWSが披露。
- 4thライブDVD『47』
- 5thライブDVD『TOUR 2∞9 PUZZLE』
- 6thライブDVD『COUNTDOWN LIVE 2009-2010 in 京セラドーム大阪』
- 7thライブDVD/Blu-ray『KANJANI∞ LIVE TOUR 2010→2011 8UPPERS』
- 12thライブDVD/Blu-ray『関ジャニズム LIVE TOUR 2014≫2015』
- 21stライブDVD/Blu-ray『KANJANI∞ STADIUM LIVE 18祭』
- 24thライブBlu-ray/DVD『超DOME TOUR 二十祭』